# (74194) 1998 RL48
(74194) 1998 RL48 – planetoida z pasa głównego asteroid okrążająca Słońce w ciągu 4,55 lat w średniej odległości 2,74 j.a. Odkryta 14 września 1998 roku.